# Посёлок Лесничества (Ульяновская область)
Посёлок Лесничества — опустевший посёлок в составе Оськинского сельского поселения Инзенского района Ульяновской области.

## География
Находится на расстоянии примерно 4 километров на северо-запад по прямой от западной границы районного центра города Инза.

## История
До 1994 года посёлок назывался Лесхоз. 1990-годы работало отделение совхоза «Панциревский». По состоянию на 2020 год посёлок прекратил своё существование.

## Население
Население составляло 6 человека в 2002 году (русские 100 %), 2 по переписи 2010 года.